# Johannes Eduard Beissenherz
Johannes Eduard/Edvard (von) Beissenherz (18. september 1823 i Frederikssund – 6. september 1912) var en dansk officer.
Han var søn af major C.T. von Beissenherz og hustru f. Smith, blev sekondløjtnant 1845, deltog i Treårskrigen 1848-50, hvor han blev såret, blev premierløjtnant 1849, kaptajn 1860 og oberst 1875. Under den 2. Slesvigske Krig var han kompagnichef. Beissenherz blev chef for Den Kongelige Livgardes linjebataljon 1883, generalmajor i forstærkningen og chef for Københavns væbning 1888 og fik afsked 1892. Han var kammerherre og Kommandør af 1. grad af Dannebrog og Dannebrogsmand.
Han var gift med Henriette Augusta Jacobine f. Prahl.
Von Beissenherz blev såret 2 gange under krigen 1848-50 henholdsvis i højre skulder og arm samt i ryggen. Begge projektiler han blev ramt af var af typen Dum-Dum-kugler. Træfningen i ryggen begravede sig i hans rygsøjle og kunne aldrig  fjernes, mens den i skulderen blev fjernet.
Resten af sit liv havde Von Beissenherz svært ved at løfte højre arm helt op og han fik tilladelse af Kong Christian 9 til at hilse med venstre hånd fremover.